# Joana Simeão
Joana Simeão, auch Semião oder Simião, mit vollem Namen Joana Francisca Fonseca Simeão (geboren am 4. November 1937 in Nampula, Provinz Nampula, Portugiesisch-Ostafrika; gestorben zwischen 1977 und 1980 in Cabo Delgado oder Niassa, Mosambik) war eine mosambikanische Lehrerin, Widerstandskämpferin und Politikerin.
Während der letzten Phase des portugiesischen Kolonialismus 1973/1974 warb Joana Simeão als Führungsfigur der Grupo Unido de Moçambique (GUMO) aufmerksamkeitsstark für das Modell einer „progressive Autonomie“ Mosambiks angelehnt an Caetanos Reformvorschlägen, einschließlich demokratischer Strukturen und liberaler Wirtschaftsordnung. Nach dem Sturz der portugiesischen Militärdiktatur am 25. April 1974 versuchte Simeão erfolglos, gemeinsam mit Uria Simango und anderen prominenten Dissidenten durch die Gründung des politischen Bündnisses Partido da Coligação Nacional (PCN) die alleinige Machtübernahme durch die FRELIMO zu verhindern.
Nach der Unterzeichnung des Lusaka-Vertrags 1974 kam Simeão im Zuge einer von der FRELIMO-dominierten Übergangsregierung angeordneten Massenverhaftung Oppositioneller unter dem Vorwurf, mit der portugiesischen Geheimpolizei PIDE kollaboriert zu haben, in Haft. Sie wurde anschließend als „Verräterin der Revolution“ und Staatsfeindin öffentlich im Rahmen der Schauprozesse in Nachingwea geächtet, verurteilt und in ein Umerziehungslager deportiert, wo sie unter nicht näher bekannten Umständen hingerichtet wurde.
Joana Simeão gilt als erste schwarze mosambikanische Frau, die sich öffentlichkeitswirksam für demokratische Teilhabe und Frauenrechte einsetzte. Trotz ihrer Verdienste und demokratischen Engagements fand Simeão keine Würdigung im Verlaufe der von der FRELIMO dominierten offiziellen mosambikanischen Geschichtsschreibung. Erst mit der Demokratisierung Mosambiks war es anderen Akteuren möglich, Simeãos Leben und Wirken zu erforschen und zu rekonstruieren.

## Leben

### Jugend in Nampula (1937–1952)
Joana Simeão wurde am 4. November 1937 als Tochter von Leopoldina Rebelo Fonseca Simeão und José Luís Simeão in der nordmosambikanischen Stadt Nampula geboren, sie gehörte dem Volk der Makua an. Ihr Vater arbeitete als Chauffeur des katholischen Bischofs von Nampula. Dies war von 1941 bis 1951 Teófilo de Andrade und von 1951 bis 1978 Manuel de Medeiros Guerreiro.
Dank der Bemühungen ihres Vaters konnte Simeão zunächst eine private Grundschule in Nampula besuchen. Anschließend meldete ihr Vater sie für das Colégio-Liceu Vasco da Gama in Nampula an, wobei ihre zunächst abgelehnte Aufnahme erst dank einer vom Vater angestrengten Intervention des Bischofs ermöglicht wurde. Als einzige schwarze Schülerin der Schule erlebte Simeão bereits in ihrer Jugend zahlreiche rassistisch geprägte Alltagssituationen.

### Ausbildung und Politisierung in Portugal (1952–1964)
Nach zwei Jahren am Liceu entschied ihr Vater 1952, seine beiden Töchter Joana und Ana nach Portugal auf das Nonnenkolleg Colégio da Santa Cruz in Coimbra zu schicken. Die beiden Schwestern waren die ersten schwarzen Schülerinnen der Schule. Nach einem Unfall war ihr Vater nicht mehr in der Lage das monatliche Schulgeld für die beiden Töchter zu bezahlen, sodass die beiden weder am Schulunterricht teilnehmen noch das Kolleggelände verlassen durften. Nach über einem Jahr ohne Unterricht und einer Lösung in Sicht soll Joana Simeão nach eigener Darstellung heimlich das Kolleg verlassen und sich nach Lissabon durchgeschlagen haben, um aus Verzweiflung beim damaligen portugiesischen Minister für Kolonien, Manuel Sarmento Rodrigues, um Unterstützung gebeten haben. Der Minister soll die Schulleitung angewiesen haben, die Schwestern wieder am Unterricht teilnehmen zu lassen, sodass die beiden das siebte Schuljahr absolvieren konnten.
Noch während der Schulzeit begann sich Simeão politisch zu engagieren, sie lernte außerhalb des Kollegs schwarze Studierende kennen, die aus den portugiesischen Kolonien kamen, um in der Metropole der Kolonialmacht zu studieren. Viele der aus Kolonien kommenden Studierenden trafen sich in der Casa dos Estudantes do Império, einer vom portugiesischen Staat gegründeten Einrichtung für aus den Kolonien kommende Studierende mit dem Ziel von Filialen in Lissabon, Coimbra und Porto. Ziel der Einrichtung war es, die portugiesische Identität der Studierenden zu stärken, entwickelten sich stattdessen zu Keimzellen des antikolonialen Widerstandes. Joana wie ihre Schwester Ana begannen die Casa regelmäßig aufzusuchen. Schon im ersten Jahr wurde Simeão in den ehrenamtlichen Vorstand des Hauses gewählt.
Nach Abschluss ihrer Schulausbildung begann Joana Simeão 1959 zunächst Rechtswissenschaften an der Universität Coimbra zu studieren. 1960 wechselte Simeão an die Universität Lissabon, ihre Schwester Ana folgte ihr. In der Hauptstadt setzte sie ihr politisches Engagement fort und besuchte ebenfalls regelmäßig die Lissabonner Filiale der Casa dos Estudantes do Império. In der Zeit lernte sie zahlreiche der späteren Führungskräfte der FRELIMO kennen, wie Mariano Matsinhe, Sérgio Vieira, Pascoal Mucumbi und Joaquim Chissano. In einem Interview aus dem Jahr 2000 erzählte Alda do Espírito Santo, são-toméische Dichterin und Oppositionelle, dass sie durch Zufall im gleichen Haus mit Joana Simeão lebte, sie daher häufig mit ihr in der Casa dos Estudantes do Império essen gewesen sei und sich viel mit ihr unterhalten habe. Sie sei ein „kluges Mädchen“ gewesen, allerdings sei sie ihr „größenwahnsinnig“ erschienen und hätte „lauter Dummheiten“ gemacht. Zudem hätte sie damit geprahlt, Verbindungen zur PIDE zu haben.
Die politische Situation verschärfte sich mit dem Ausbruch des Unabhängigkeitskrieges in der Kolonie Angola am 4. Februar 1961. Das portugiesische Regime verstärkte die politische Verfolgung und Unterdrückung des antikolonialen Widerstandes auch in Portugal. Im selben Jahr gelangten mehrere dutzend afrikanische Studierende in einer konzertierten Fluchtaktion über die Landesgrenze nach Spanien und weiter nach Frankreich, um sich Widerstandsaktivitäten anzuschließen. Auch Simeãos Schwester Ana gelang die Flucht. Simeão soll versucht haben dazuzustoßen. Sie wurde jedoch von der portugiesischen Geheimpolizei PIDE verhaftet und verhört, wodurch ihre demokratische und antikoloniale Haltung erstmals für den portugiesischen Staat aktenkundig wurde.

«[tem] uma orientação e uma tendência democrata-liberal. Condenou a inflexibilidade do regime em não permitir as liberdades çívicas, sobretudo aos homens de raça negra, sem necessidade. Ela diz que luta por um regime onde cada um pudesse expor as suas ideias sem ter que pagar por aquilo que diz.»

„[hat] eine liberal-demokratische Ausrichtung und Tendenz. Sie verurteilt die Unnachgiebigkeit des Regimes, das bürgerliche Freiheiten, insbesondere für Schwarze, nicht ohne Not zulässt. Sie sagt, sie kämpfe für ein Regime, in dem jeder seine Ideen äußern könne, ohne für das, was er sage, bezahlen zu müssen.“

### Zwischen Algier, Paris und Lusaka (1964–1972)
Aus Furcht vor weiterer Verfolgung durch die PIDE verbrachte Simeão zunächst neun Monate im politischen Asyl in der venezolanischen Botschaft in Lissabon. Mittellos und ohne Aussicht auf politische Unterstützung begann sie zunächst 1962 im Unternehmen Sonap & Cilda als Sekretärin der Geschäftsführung zu arbeiten. Dank eines Kontaktes kam sie auf offiziellem Weg zu einem Reisepass, der es ihr ermöglichte das Land zu verlassen, um in der algerischen Botschaft in Madrid um Asyl zu bitten und Kontakt zu ihren sich der FRELIMO angeschlossenen Kommilitonen aufzunehmen. Algier war zu dieser Zeit einer der wichtigsten Stützpunkte der 1962 gegründeten mosambikanischen Befreiungsfront FRELIMO. Zahlreiche Kämpfer der FRELIMO erhielten dort durch die algerische FLN eine militärische Ausbildung für den 1964 begonnenen Unabhängigkeitskrieg gegen Portugal. Ebenso koordinierte Marcelino dos Santos vom dortigen Auslandsbüro der FRELIMO die intensiven diplomatischen Bemühungen um politische wie militärische Unterstützung aus dem Ausland. Simeão lernte dort dos Santos kennen und arbeitete für kurze Zeit als Stenotypistin im FRELIMO-Büro, beendete nach politischen Differenzen ihre Mitarbeit jedoch nach kurzer Zeit.
In Algier lernte sie in der gleichen Zeit kongolesischen Jura-Studenten Serge-Pontien Tshilenge (geboren 1939 in Kongo) kennen. Tshilenge war wegen seiner maoistischen Aktivitäten aus Belgien verwiesen worden und nach Algier geflohen, wo er Unterstützung durch den mit ihm befreundeten Ben Bella genoss. Die beiden heiraten 1965 in Algier. Nach Bellas Sturz verließ das Paar Algier 1966 in Richtung Paris. Dort gelang es ihr, über einen befreunden Konsularangestellten der kongolesischen Botschaft dank gefälschter Papiere unter dem Namen Ivette Joana Tshilenge eine kongolesische Staatsbürgerschaft zu erhalten. 1967 brachte Simeão ihr eine Tochter (Cecile Tshilenge) zur Welt, im Jahr darauf ihr einen Sohn (Malcom Tshilenge). Nach eigenen Angaben schloss sie dort ihr Studium Romanische Philologie an der Sorbonne ab. 1969 trat sie der Organisation Jeunes Femmes Africaines (deutsch etwa: „Junge Frauen Afrikas)“ bei, einer vom Vatikan finanziell geförderten Frauenorganisation, für die sie als Präsidentin den afrikanischen Kontinent bereiste und dort bei staatlichen Stellen um Unterstützung warb.
Eine ihrer Reisen führte Joana Simeão nach Lusaka, wo sie die mosambikanische Widerstandsorganisation Comité Revolucionário de Moçambique (COREMO) von Adelino Gwambe kennenlernte. Die COREMO organisierte von Sambia aus Überfälle in der angrenzenden mosambikanischen Distrikt Tete (etwa die heutige Provinz Tete) und war die einzige Konkurrenz der dominierenden FRELIMO. Simeão ließ sich nach eigenen Angaben überreden, Mitglied zu werden und unterstützte den Widerstand als Informations- und Sicherheitsbeauftragte. Zeitweise soll sie auch dem Zentralkomitee der Gruppe angehört haben.
Im März 1971 entführten und verschleppten COREMO-Kämpfer bei einem Überfall im Distrikt Tete fünf bzw. sechs portugiesische Landwirtschaftsexperten nach Sambia. Simeão soll laut eigenen Angaben die COREMO-Führung vergeblich um eine Freilassung der Entführten, nach deren Ablehnung das Rote Kreuz und die sambische Regierung um Intervention gebeten haben. Nach der erfolgten Hinrichtung der Entführten verließ Simeão aus Protest die COREMO. In einem Interview von 1974 bezeichnete sie rückblickend ihre Unterstützung der COREMO als „Unfall“.
Mit dem Willen nach Mosambik zurückzukehren, suchte Simeão 1971 die portugiesische Botschaft in Paris auf, wo sie um eine Rückkehr nach Mosambik bat und zusicherte, ihre Unterstützung der COREMO beendet zu haben und sich öffentlich von dieser zu distanzieren. Zu der Zeit ließ sich Simeão von ihrem Ehemann scheiden.

### Aufbau der GUMO als politisch moderate Alternative in der Kolonie Mosambik (1973–1974)
Anfang der 1970er Jahre verschlechterte sich die politische Lage für die Kolonialmacht Portugal zusehends: International war das Land aufgrund des Festhaltens an den Kolonien zunehmend politisch isoliert; militärisch konnte die FRELIMO in dem langjährigen Krieg stetig mehr Territorium der Kolonie unter Kontrolle bringen und kam den urbanen Zentren immer näher, sodass auch unter den weißen portugiesischen Siedlern die Kritik an der Regierung wuchs. Währenddessen kam es in den (noch) portugiesisch kontrollierten Gebieten zu Aufständen und Protesten der schwarzen Bevölkerung gegen die koloniale Unterdrückung. Angesichts dieser Situation organisierten sich verschiedene Initiativen, Gruppen und Allianzen in Mosambik und außerhalb, um den zähen Krieg zwischen den Truppen der FRELIMO und der Kolonialmacht zu beenden und eine politische Verhandlungslösung zu finden.
Einer der wichtigsten Akteure in dieser politischen Gemengelage war der in Beira ansässige portugiesische Großindustrielle Jorge Jardim. Jardim, regimetreu, bekannt als Patensohn und „rechte Hand“ Salazars, pflegte enge Beziehungen zu den Regierungschefs Ian Smith (Rhodesien) und Hastings Banda (Malawi), und begann sich nach dem Amtsantritt des portugiesischen Premierministers Marcelo Caetano stark in der kolonial-mosambikanischen Politik zu engagieren. Jardim wurde zur grauen Eminenz im kolonialen Mosambik und sein enger Mitarbeiter Orlando Cristina war früher als PIDE-Agent in Daressalam in die FRELIMO infiltriert worden. Zudem baute Jardim die Grupo Especial das Páraquedistas (GEP) auf, eine gegen die FRELIMO ausgerichtete Privatarmee in Form einer Fallschirmsondereinheit. Zur Erkenntnis gekommen, dass nur mittels politischer Verhandlungen eine gute Lösung für Mosambik gefunden werden könnte, verhandelte Jardim mit der FRELIMO unter Vermittlung der sambischen Regierung über ein Friedens- und Unabhängigkeitsabkommen (Lusaka-Protokoll). Parallel unterstützte er den Aufbau einer „internen Opposition“ als politische Alternative zur inzwischen dominanten FRELIMO und versuchte dafür gezielt schwarze mosambikanische Führungspersönlichkeiten zu gewinnen.
In diesem politischen Kontext kam Joana Simeão im April 1971 in ihre Heimat Mosambik zurück, wo sie zunächst auf Einladung Jardims in Dondo bei Beira unterkam. Simeão suchte einen Weg, um sich politisch zu engagieren. Jardim bot ihr finanzielle und politische Unterstützung verbunden mit der Hoffnung, sie für sich gewinnen zu können, jedoch ohne konkrete Ergebnisse. Auch der PIDE war Simeãos Rückkehr nicht entgangen und versuchte sie erfolglos als Agentin anzuwerben. Simeão begann zunächst als Lehrerin in Beira zu arbeiten, zog jedoch später nach Lourenço Marques (heute Maputo), wo sie als einzige schwarze Lehrerin am Liceu António Enes Französisch unterrichtete. Politisch versprach sich Simeão in der Kolonialhauptstadt Lourenço Marques und somit außer Reichweite Jardims mehr politischen Freiraum und Gelegenheiten der Einflussnahme.
In Lourenço Marques kam Joana Simeão im September 1973 mit Máximo Dias in Kontakt, ein mosambikanischer Anwalt goanesischer Herkunft aus Beira, der Unterstützung für seine neue politische Initiative Grupo Unido de Moçambique (GUMO) suchte. Zuvor war Dias nach Lissabon gereist, um dort bei Staatschef Marcelo Caetano persönlich für seinen Vorschlag zu werben, durch die Gründung der GUMO als innermosambikanische politische Kraft die Konflikte in der Kolonie auf friedliche Weise zu lösen. Simeão, die von Dias’ Audienz bei Caetano erfahren hatte, versprach ihm ihre Unterstützung, der wiederum beeindruckt von ihrem Auftreten und ihrer Wortgewandtheit diese sofort aufnahm und ihr den stellvertretenden Vorsitz der Gruppe in Aussicht stellte.
Die tatsächliche Gründung der GUMO fand im November 1973 statt. Neben Dias als Vorsitzenden und Simeão als seine Stellvertreterin gehörten Jorge Abreu, Lisete Simões, Cassamo Daúde und Isaías Marrão dem Vorstand an. Die GUMO benannte Simeão zur Ansprechperson für diplomatische Kontakte, später auch zur Pressesprecherin. Joana Simeão sah in der GUMO eine Chance für ihre politischen Forderungen zu werben und dafür bei der Kolonialregierung politisch Gehör zu finden. Die GUMO verstand sich als eine innermosambikanische Opposition und legale politische Alternative zur FRELIMO. Zu ihren Zielen gehörten eine größere Autonomie Mosambiks im Rahmen der politischen Strukturen Portugals sowie eine Verbesserung der wirtschaftlichen Situation für die schwarze Bevölkerung der Kolonie.
Mit der GUMO formierte sich eine politische Opposition, die vor allem urbane schwarze Mosambikaner ansprach, und mit Simeão als einzige schwarze, intellektuelle, weibliche politische Führungsperson der Zeit Aufsehen erregte und zusätzliche Bekanntheit erlangte. Joana Simeão organisierte und sprach auf mehreren öffentlichen Kundgebungen der GUMO in Lourenço Marques (heute Maputo), Inhambane, Beira, Nampula und Porto Amélia (heute Pemba), um gegen das portugiesische Kolonialregime zu protestieren. In ihren Reden prangerte Simeão insbesondere die rassistischen und patriarchalen Unterdrückungsmechanismen des kolonialen Systems an, unter der die mosambikanische Bevölkerung zu leiden habe, und forderte politische Gleichberechtigung und Einbindung aller Einwohner bei der Ausgestaltung der politischen Zukunft Mosambiks.
Mit dem Ziel, politische Unterstützung für die Forderungen der GUMO zu gewinnen, konsultierte Simeão zahlreiche portugiesische und ausländische Persönlichkeiten in Lourenço Marques, darunter Politiker, Unternehmer, Diplomaten, Journalisten und Geistliche. Auch Jardim versuchte sie im Oktober 1973 von den Zielen der GUMO überzeugen. Dies scheiterte jedoch an politischen Differenzen beider Seiten. Simeão zweifelte an Jardims politischer Absichten, sie war überzeugt davon, dass er eigentlich eine Lösung analog des rhodesischem Siedlerregimes anstrebe, d. h. ein unabhängiges Mosambik mit von Portugiesen bestimmten kolonialstaatlichen Strukturen. Als Unterstützer konnte die GUMO hingegen den portugiesischen Industriellen António Champalimaud und die Katholische Kirche gewinnen.
Simeão und Dias versuchten auch direkt mit der Regierung in Lissabon Gespräche zu führen, unter anderem mit dem neuen Minister für Überseegebiete Baltasar Rebelo de Sousa, ehemaliger Gouverneur der Kolonie Mosambiks. Dieser hatte nach einer Kabinettsumbildung nach den (unfreien) portugiesischen Parlamentswahlen im November 1973 das Ressort übernommen. Er galt im Kontext der portugiesischen Militärdiktatur als politisch vergleichsweise „aufgeschlossen“ und seine Ernennung als Indiz einer langsamen Liberalisierung der portugiesischen Kolonialpolitik. Als politischen Vertrauensbeweis begleiteten sie den Minister auf dessen Einladung bei seinem Antrittsbesuch in der Kolonie im Dezember 1973, u. a. nach Nampula und zur Cabora-Bassa-Talsperre. Ein solcher Umgang und Nähe Simeãos mit der kolonialen Elite weckte Misstrauen bei politischen Mitstreitern und Gegnern, die den Verdacht hegten, sie sei eine Agentin der PIDE. Der portugiesische Journalist Augusto de Carvalho, der Simeão im Rahmen der Reise von Rebelo de Sousa im Dezember 1973 für die Wochenzeitung Expresso interviewte, kommentierte: „Entweder ist sie eine Agentin des Staates oder eine Revolutionäre, die wohl vorbereitet Zwietracht für eine subversive Bewegung sät“.
Videomitschnitt der Pressekonferenz von Joana Simeão vom 17. Januar 1973 (portugiesisch), via Medienarchiv der RTP

Link zum Bild

Wenige Tage später reiste sie Ende 1973 mit Unterstützung der Kolonialregierung nach Lissabon, wo sie im Januar 1974 bei einer Pressekonferenz der portugiesischen Presse Ziele und Forderungen der GUMO bzw. ihre eigenen politischen Vorstellungen skizzierte. Simeão sprach sich für „eine interne Allianz zur Lösung der mosambikanischen Probleme in einem multiethnischen Rahmen entsprechend der kürzlich verabschiedeten Verfassungsreform“ aus und bekräftige ihre Unterstützung für die „klareren und fortschrittlicheren Mitglieder der Zentralregierung“, namentlich Marcelo Caetano und Rebelo de Sousa. Entscheidend seien vier Punkte für die Zukunft Mosambiks: Frieden, Volksabstimmung, Dialog und Verhandlungen mit der Kolonialmacht und – vor allem – Sichtbarkeit schwarzer Frauen in allen Räumen der politischen Entscheidungsfindung.
Zu diesem Zeitpunkt im Januar 1974 war Simeãos Ansprache in Form und Inhalt außergewöhnlich und ein Novum in Portugal. Ungewöhnlich klar benannte sie den notwendigen Dekolonisierungsprozess Mosambiks von Portugal, womit sie entscheidend dazu beitrug, den unumkehrbaren Prozess in Gang zu setzen der zur Unabhängigkeit Mosambiks führen sollte. Ungeachtet dessen nährte ihre politische Unterstützung der Regierung Caetano Vorwürfe einer „kolonialen Marionette“, „Caetanistin“ und „PIDE-Agentin.“

### Letzter Versuch einer politischen Opposition gegen die FRELIMO (1974)
Der Sturz des faschistischen Militärregimes in Portugal durch die Nelkenrevolution am 25. April 1974 veränderte zwar die politische Situation im kolonialen „Mutterland“ drastisch, ohne dabei jedoch eine klare politische Zukunft für Mosambik unmittelbar aufzuzeigen. Die GUMO sah sich einerseits seitens der konkurrierenden, politisch weitaus stärkeren und im Ausland breite Unterstützung genießenden FRELIMO harschen Vorwürfen und Diskreditierungsversuchen ausgesetzt, andererseits gründeten sich dank der politischen Liberalisierung des 25. April insgesamt 27 neue, konkurrierende Parteien und politische Interessensgruppen unterschiedlichster Ausrichtung. Gleichzeitig war die GUMO die einzige inländische Bewegung, die Strukturen und Programm durch die Arbeit zuvor aufgestellt hatte, sodass wenige Tage nach der Nelkenrevolution, am 29. April 1974 Dias und Simeão in Beira eine Pressekonferenz gaben, in der sie die politischen Ziele der Gruppe erläuterten.
Am 3. Mai 1974 organisierte Joana Simeão eine Großkundgebung der GUMO im Stadtteil Xipamanine der Hauptstadt Lourenço Marques, bei der sich gut 20.000 Menschen vor allem aus den „schwarzen“ Vororten einfanden, um Simeãos Rede zu hören, die nicht nur wegen schwacher Lautsprecher kaum Zuspruch erhielt. Darüber hinaus war eine nicht unerhebliche Zahl der Anwesenden von der FRELIMO geschickt worden, um gegen die GUMO zu protestieren und zu provozieren. Die Lage wurde dabei bedrohlich und Joana Simeão gelang es nur mit Hilfe der Polizei zu entkommen. Bei der folgenden GUMO-Kundgebung am 12. Mai in Munhava (Beira) kam es hingegen zu gewalttätigen Übergriffen durch weiße Siedler, die jede Form eines politischen Wandels ablehnten. Militär- und Zivilpolizei sollen Schwierigkeiten gehabt haben, die Situation unter Kontrolle zu bringen. Nur die GUMO-Kundgebung am 22. Mai in Quelimane blieb friedlich, da sie aber auch nur wenig Interessierte anzog. Es wurde deutlich, dass sich die politische Realität nach dem 25. April gravierend verändert hatte, sodass Programm wie Auftreten der GUMO keinen Anklang mehr fanden, sondern radikale Positionen auf starke Resonanz stießen. Insbesondere die FRELIMO nutzte jede Form der Kommunikation, um die GUMO und insbesondere Joana Simeão öffentlich als „Marionette der Kolonialherren“ zu diskreditieren.
Mit dem Versuch, in dieser politisch unklaren Situation Zeit und Legitimität zu gewinnen, veröffentlichte GUMO-Vorsitzender Máximo Dias am 15. Mai 1974 einen Brief, in dem er erklärte, dass „die GUMO die FRELIMO in Mosambik“ sei und dass er die Existenz der GUMO als einen „Sieg der FRELIMO“ betrachte. Damit verdeutlichte er, dass er statt des von der GUMO und Simeão vertretenen komplizierteren Verhandlungsweg den von der FRELIMO propagierten Weg der raschen Unabhängigkeit und das Ende des portugiesischen Kolonialismus bevorzugte. Für diese politische Kehrtwende erntete Dias harsche Kritik. Dies führte zum offenen Konflikt zwischen Dias und Simeão. Während diese aus Protest die GUMO verließ und mit dem Ziel, ein breites Spektrum Mosambikaner anzusprechen, die Frente Comum de Moçambique (FRECOMO) gründete, verkündete Dias „das Ende der Aktivitäten der GUMO und die Entlassung von Joana Simeão aus ihrem Amt.“ Am 30. Juni beschloss die GUMO bei einer Mitgliederversammlung in Beira ihre eigene Auflösung.
Angesichts ausbleibenden Zuspruchs für die FRECOMO wandte sich Simeão an Uria Simango. Mit dem ehemaligen, Ende der 1960er Jahre aus der FRELIMO verstoßenen Führungsmitglied und Vorsitzendem der COREMO, wollte sie nach dessen Rückkehr nach Mosambik am 6. Juli 1974 eine gemeinsame politische Allianz schaffen. Unter dem Namen Partei der Nationalen Koalition (Partido da Coligação Nacional, PCN) konstituierte sich am 23. August 1974 das Bündnis, bestehend aus FRECOMO (Joana Simeão), UNIMOPO (Lázaro Nkavandame), FREINA (Mateus Gwengere), COREMO (Amós Sumane) und Uria Simango als Vorsitzendem. Als Ziele der Partei definierte die Gründungsversammlung „[...] die Gewährleistung der nationalen Unabhängigkeit durch einen demokratischen Prozess, in dem das Volk in Frieden und ohne Einschüchterung frei sprechen kann“, sowie dass „[...] die Zukunft Mosambiks nicht durch ein Abkommen gefährdet werden darf, das zwischen der Regierung in Lissabon und einer Organisation oder politischen Gruppe unter Ausschluss anderer ausgehandelt und unterzeichnet wird, denn keine Organisation kann die Legitimität einer alleinigen Vertretung des mosambikanischen Volkes erhalten, ohne Bestätigung mittels eines demokratischen Prozesses.“
Der PCN gelang es jedoch nicht in der kurzen Zeit, sich als politische Alternative zur FRELIMO zu etablieren, einerseits gebremst durch Uneinigkeit angesichts der zu verschiedenen politischen Denkrichtungen im breiten Spektrum der Führungsmitglieder, andererseits überrollt von der rasanten politischen Entwicklung und ihren folgenden Geschehnissen.

### ‚Reaktionären‘ und ‚Verräterin‘: Verhaftung, Verurteilung, Deportation (1974–1976)
In der Zwischenzeit war es zu mehrere geheimen informellen Treffen zwischen Vertretern der Movimento das Forças Armadas und der FRELIMO in Dar-es-Salaam gekommen, um eine rasche Lösung für die Dekolonisierung Mosambiks vorzubereiten. Schon zwei Wochen nach der Gründung des PCN, am 7. September 1974, unterzeichneten Vertreter des portugiesischen Staates und der FRELIMO nach drei Verhandlungstagen den Vertrag von Lusaka, der den Verzicht auf eine Volksabstimmung, die Anerkennung der FRELIMO als alleinige Vertretung des mosambikanischen Volkes, und nach einer Übergangsphase, die Machtübergabe zum 25. Juni 1975 festschrieb. Trotz Besorgnis über die Schnelligkeit des Prozesses und die Reaktion der weißen Bevölkerung Mosambiks, aber in Anbetracht der weiterhin bestehenden ernsten wirtschaftlichen Probleme Mosambiks, unterschrieben Mário Soares und Almeida Santos den Vertrag.
Als Reaktion auf die Vertragsunterzeichnung versuchte eine Gruppe von militanten, weißen portugiesischstämmigen Siedlern namens Movimento Moçambique Livre die Machtübernahme durch die FRELIMO mittels eines Putsches zu verhindern. Sie besetzten den Radiosender Rádio Clube de Moçambique vom 7. bis 10. September und riefen über den Sender zur militärischen Intervention durch Portugal, Südafrika und Rhodesien auf. In den drei Tagen der Besetzung solidarisierten sich zahlreiche in Lourenço Marques lebende Portugiesen mit der Aktion, indem sie an Gebäuden in der Stadt Vandalismus ausübten, den Flughafen besetzten, inhaftierte Agenten der PIDE freiließen und wahllos schwarze Mosambikaner in den Armenvierteln erschossen. Die Führung der PCN, darunter Uria Simango, Mateus Gwengere und Joana Simeão, begrüßten öffentlich die Putschaktion und versuchten davon politisch zu profitieren. Nach drei Tagen wurde die Besetzung des Senders durch eine gemeinsame portugiesisch-mosambikanische Militäroperation beendet.
Die durch den Lusaka-Vertrag eingesetzte, gemischt besetzte Übergangsregierung unter Leitung von Premierminister Joaquim Chissano nutzte den Putschversuch der Siedler als Anlass, jede Form von Opposition noch vor der Gründung des unabhängigen mosambikanischen Staates zu zerschlagen und ordnete Massenverhaftungen zahlreicher Oppositioneller und Kritiker an (insgesamt 3000), darunter vor allem die sich zuvor in der PCN zusammengefundenen Mosambikaner. Joana Simeão landete ohne von der Verhaftungswelle zu wissen am 26. Oktober 1974 in Beira, wo sie von portugiesischen Soldaten im Auftrag der Übergangsregierung im Haus des Parteisekretärs Ahmed Haider festgenommen und nach Lourenço Marques wurde. Noch in der Haft wandte sich Simeão an den portugiesischen Hochkommissar, Vítor Crespo, und bat vergeblich um ein ordentliches Gerichtsverfahren.
Zunächst wurde Simeão in das ehemalige militärische Hauptlager der FRELIMO in Nachingwea (Tansania) überführt, wo sie unter Anleitung des FRELIMO-Funktionärs Sérgio Vieira weiter verhört wurde. Im Mai 1975 ließ die FRELIMO mehrere Schauprozesse in Nachingwea organisieren (bekannt als „Nachingwea-Prozesse“), in denen die politischen Gefangenen der FRELIMO „Volksjustiz“ erfahren sollten. Geleitet wurden diese politisch geführten Verhandlungen von FRELIMO-Präsident Samora Machel als Ankläger und Richter in einer Person sowie in Anwesenheit lokaler Bevölkerung, FRELIMO-Funktionäre sowie geladener Journalisten und anderer Gäste.
Joana Simeão, angeklagt als ‚Reaktionärin‘, ‚Verräterin‘ und ‚Kollaborateurin mit dem Kolonialismus,‘ wurde gezwungen zunächst sich ihrer ‚Verbrechen‘ zu bekennen und ihre ‚Schuld‘ einzugestehen, um darauf das „Volk“ um Vergebung und Umerziehung zu bitten. Machel sprach das Urteil und betonte dabei dessen Güte und Gnade, denn bewusst sei keine Hinrichtung vorgesehen, sondern ein Aufenthalt im Umerziehungslager. Dort sollte Simeão mit hunderten weiteren Verurteilten auf dem Feld arbeiten und so von der ländlichen Bevölkerung die ‚Werte der Revolution‘ lernen, gewissermaßen in einem „Labor zur Schaffung des neuen Menschen“ leben. Nach der Verurteilung folgte anschließend die Deportation in das Umerziehungslager M’telela in Majune (Provinz Niassa), das in der früheren portugiesischen Kaserne von Nova Viseu eingerichtet war. Es soll das einzige Umerziehungslager für politische Gefangene der FRELIMO gewesen sein, wobei die Angaben zur Zahl der Inhaftierten je nach Quelle stark variieren (140 bis 3600). Das Lager war von der Außenwelt abgeschirmt, streng bewacht und berüchtigt wie gefürchtet, ob der geringen Wahrscheinlichkeit es lebend zu verlassen.
Am 9. Juni 1976 wurde Joana Simeão bewusstlos mit einem Seil um den Hals in ihrer Hütte gefunden. Angesichts fehlender Sanitäter und einem überforderten Lagerkommandanten, wurde der Chefarzt der Provinz Niassa gerufen, der Simeão am Leben halten und damit ihren versuchten Suizid verhindern konnte. Die Entsendung des wichtigsten Arztes der Provinz spricht trotz Haft für die politische Bedeutung von Simeão zu diesem Zeitpunkt. Ende 1976 erhielten Journalisten die Erlaubnis, Simeão im Lager zu besuchen, um sie zu interviewen. Das Interview, in dem sie eine fehlende inhaltliche Auseinandersetzung mit der FRELIMO beklagte, gilt als ihr letztes nachweisliches Lebenszeichen.
Ab dem Zeitpunkt der Inhaftierung begann Samora Machel in seinen öffentlichen Reden Simeão und ihre politischen Mithäftlinge als rhetorische Feindbilder zu nutzen und sie kollektiv als „Feinde der Revolution“ und „Gruppe der Reaktionäre“ zu brandmarken. Auch die einzelnen Mitglieder erwähnte Machel regelmäßig, verbunden mit negativen und deshalb zu bekämpfenden Charakteristika: Simeão wurde als „Feindin der Revolution“, „Neokolonialistin“, „Kapitalistin“, „Rassistin“ und „Verfechterin des Tribalismus“ bezeichnet. So warnte Machel in einer öffentlichen, vom Staat in gedruckter Form weit verbreiteten Rede im Oktober 1976 angesichts der wirtschaftlichen Probleme Mosambiks vor den „Gefahren des Kapitalismus“:

«O capitalismo, procurando sobreviver, tenta criar novas formas para continuar a explorar o nosso Povo. As suas primeiras medidas são para criar o caos económico. Isso aumentaria a dependência do nosso País em relação ao capitalismo e ao imperialismo. E, segundo os seus cálculos, seria então possível utilizar fantoches como Kavandame, Simango, Guengere e Joana Simeão, para dividir o povo e estabelecer um Governo neocolonial.»

„Um zu überleben, versucht der Kapitalismus neue Wege zu finden, um die Ausbeutung unserer Menschen fortzusetzen. Seine erste Maßnahme besteht darin, ein wirtschaftliches Chaos zu schaffen. Dies würde die Abhängigkeit unseres Landes vom Kapitalismus und Imperialismus erhöhen. Und nach seinem Kalkül wäre es dann möglich, Marionetten wie Kavandame, Simango, Guengere und Joana Simeão einzusetzen, um das Volk zu spalten und eine neokoloniale Regierung einzusetzen.“

Als einzige prominente weibliche Dissidentin versinnbildlichte Simeão in der FRELIMO-Propaganda den vermeintlich „reaktionären Gegenpol“ zu Josina Machel, der weiblichen Ikone der FRELIMO und zur Nationalheldin stilisierte Widerstandskämpferin und Partnerin Samora Machels, die 1971 im Unabhängigkeitskampf umgekommen war.

### Hinrichtung unter ungeklärten Umständen (nach 1976)
Nach dem Interview mit Joana Simeão Ende 1976 blieben weitere Lebenszeichen aus. Parallel berichteten ausländische Medien über eine staatliche Exekutionswelle durch die FRELIMO, die entsprechende Spekulationen über ihren Verbleib nährte.
Am 11. Februar 1983 veröffentlichte die südafrikanische Zeitschrift Scope eine der Redaktion zugespielte Kopie einer Dienstanweisung (Nr. 5/80) des Sicherheitsministers Jacinto Veloso, datiert auf den 29. Juli 1980, laut der die vom Ständigen Politbüro der FRELIMO gesprochenen Todesurteile für die „Deserteure und Verräter von Volk und Nation“ Joana Simeão, Uria Simango, Lázaro Nkavandame, Júlio Razão Nihia, Mateus Ngwegere, Paulo Gumane bereits vollstreckt worden seien. Weiter heißt es, dass, um negative Reaktionen zu vermeiden, die Hinrichtungen nicht als Gerichtsurteile, sondern als eine revolutionäre Entscheidung der Partei durch den Oberbefehlshaber (Samora Machel) bekannt gemacht werden sollen. Für lange Zeit war dies die einzige verfügbare Information über das Ende von Joana Simeão, noch 2010 bestätigte Sérgio Vieira in einem Fernsehinterview die angebliche Echtheit des Dokuments.
Der Grund für die trotz zuvor anderslautendem Urteil durchgeführte Hinrichtung lässt sich nur vermuten. Angeblich sollte damit verhindert werden, dass die gegen die FRELIMO im Bürgerkrieg kämpfende RENAMO die Gefangenen befreien und diese als Galionsfigur einer Opposition aufbauen würde, um die Legitimation der FRELIMO in Frage zu stellen.
1995 veröffentlichten die Journalisten José Pinto de Sá und Nélson Saúte als Teil einer umfassenden Reportage über die Umerziehungslager der FRELIMO im Público Magazine der portugiesischen Zeitung Público eine von der bis dato bekannten abweichende Version der Hinrichtung. Laut ihres Textes befand sich Simeão gemeinsam mit den namentlich genannten Häftlingen Uria Simango, Lázaro Nkavandame, Raul Casal Ribeiro, Arcanjo Kambeu, Júlio Nihia, Paulo Gumane und Mateus Gwengere (wie bekannt) im Umerziehungslager von M’telela, als ihnen am 25. Juni 1977 anlässlich des mosambikanischen Nationalfeiertags mitgeteilt wurde, dass sie in die Hauptstadt Maputo gebracht würden, wo Präsident Samora Machel über ihre Freilassung sprechen würde. Die Überführung soll dabei vom (im Text nicht namentlich benannten) Politoffizier des Nationalen Volkssicherheitsdienstes, dem Leiter der Spionageabwehr und des Gouverneurs der Provinz Niassa geleitet worden sein. Während der Fahrt soll die Fahrzeugkolonne mit den Gefangenen angehalten haben, woraufhin diese gefesselt in eine zuvor ausgehobene große Grube hineingeworfen, mit Benzin übergossen und angezündet worden sein sollen. Simeão soll gemeinsam mit den anderen lebendig verbrannt worden sein. Quellen oder Zeugen für die Darstellungen wurden im Text nicht genannt.
2003 veröffentlichte Barnabé Lucas Ncomo eine viel diskutierte Biografie über Uria Simango, in der die bekannte Dienstanweisung von 1980 als Täuschung bezeichnet wird. Simango wie Simeão seien 1977 verbrannt worden und er bestätigte damit die Version der Journalisten Pinto de Sá und Saúte. Die Aktion sei auf Anweisung des stellvertretenden Sicherheitsministers Salésio Nalyambipano geschehen. Ausgeführt und koordiniert wurde sie durch Abel Assikala, ein Politoffizier des Nationalen Volkssicherheitsdienstes.
2014 veröffentlichte der mosambikanische Investigativjournalist Luís Nhachote eine Anweisung an den staatlichen Personenschutz der FRELIMO-Führungsebene, datiert auf den 8. November 1978, in der über eine anstehende Reise der höchsten Funktionäre der FRELIMO, namentlich Armando Guebuza, Marcelino dos Santos, Alberto Chipande und Sebastião Marcos Mabote, mit dem Ziel Niassa informiert wurde. Nhachote sah in diesem Dokument den Beleg, dass die Tötung Simeãos und der anderen Gefangenen Ende 1978 während der Dienstreise der FRELIMO-Führungsregierung nach Niassa (angeblich an der Straße zwischen den Orten M’telela und Chiputo) angeordnet und durch den begleitenden Politoffizier Assikala durchgeführt worden sein muss. Angesichts der sich zeitlich widersprechenden Aussagen von Ncomo und Nhachote ist nicht klar, in welchem Jahr (1977 oder 1978) nun tatsächlich Simeão umgebracht wurde.
Obwohl am Tod Simeãos inzwischen keine Zweifel bestehen, galt sie aus rechtlicher Perspektive des mosambikanischen Staates formal als „vermisst“ oder „verschollen“, da sie nie für tot erklärt und dementsprechend auch keine Sterbeurkunde ausgestellt wurde. Am 30. März 1974 war Simeão eine zweite Ehe mit dem Mosambikaner Francisco Joaquim Manuel Malauene eingegangen. Dieser war nach der nicht mehr zu erwartenden Rückkehr Simeãos aus dem Lager eine zweite Beziehung mit einer anderen Frau eingegangen, die er jedoch nicht offiziell heiraten konnte, weil er nach rechtlichen Gesichtspunkten noch mit Simeão verheiratet war, aber aufgrund der fehlenden Sterbeurkunde nicht erneut heiraten konnte. Erst 2016, nach drei Jahren gerichtlichen Verfahrens, erklärte das Provinzgericht von Inhambane Joana Simeão für tot und damit Francisco Joaquim Manuel zum Witwer.

## Rezeption
Joana Simeão war mit ihrem politischen Engagement für eine Unabhängigkeit Mosambiks, ein demokratisches Staatswesen und der Verteidigung des Bürgertums in den turbulenten politischen Jahren 1973/74 eine Pionierin und gilt bis heute in einigen Teilen der mosambikanischen Gesellschaft als historische Autorität. Als erste mosambikanische Frau setzte sie sich öffentlich für ein demokratisches Gemeinwesen in Mosambik ein, in dem statt einer Staatspartei viele Akteure der Gesellschaft in politische Entscheidungsprozesse eingebunden gewesen wären.
Trotz ihrer Verdienste und demokratischen Engagements fand Simeão bisher keine Würdigung in der offiziellen mosambikanischen Geschichtsschreibung. Durch eine „narrative Monopolisierung“ oblag es allein der FRELIMO als Staatspartei über Auswahl, Darstellung und Kanonisierung politischer Erinnerungen der Vergangenheit des Landes zu bestimmen, auf deren Grundlage Narrativ und Identität der mosambikanischen Nation aufgebaut wurde. Erst mit der Demokratisierung Mosambiks durch den 1992 unterzeichneten Friedensvertrag von Rom verlor die FRELIMO das exklusive Recht, ihre Version der Geschichte als die einzige zu präsentieren und eröffnete anderen Akteuren, Simeãos Leben und Wirken zu erforschen und zu rekonstruieren.
Aktivitäten der landeseigenen wie internationalen Geschichtswissenschaft begannen ab Mitte der 1990er Jahre mit der Historisierung und Erforschung der Entwicklungen Mosambiks vor und nach der Unabhängigkeit im Jahre 1975, wodurch verschwiegene und vergessene Teile der mosambikanischen Vergangenheit rekonstruiert wurden und werden.
Unter anderem kam der mosambikanischer Historiker João Manuel Cabrita in einem Essay über Simeão 2006 zum Schluss, ihr Vorschlag eines Dekolonisierungsprozesses im Dialog mit der Kolonialmacht 1973/74 zeige starke inhaltliche Parallelen mit der politischen Position des ersten Vorsitzenden der FRELIMO, Eduardo Mondlane, vorgebracht in Gesprächen mit diplomatischen Vertretern der Vereinigten Staaten 1965. Lakonisch resümierte Cabrita: Hätte Mondlane 1975 noch gelebt, wäre er wahrscheinlich wie Joana Simeão von der FRELIMO wegen „Hochverrats verurteilt“ worden (bzw. werden müsste) und hält dessen Position für ein Indiz der politischen und militant verlaufenen Radikalisierung der FRELIMO nach Mondlanes Tod im Jahre 1969.
Maria Paula Meneses, Historikerin der Universität Coimbra, gelang es nach mehreren Jahren Forschung in portugiesischen und amerikanischen Archiven Simeãos Vita zu großen Teilen zu rekonstruieren. Sie veröffentlichte ihre Forschungsergebnisse 2017. Weitere, auf Meneses aufbauende, wissenschaftliche Beiträge mit Bezug zu Simeão fokussierten sich auf geschlechterspezifische Dynamiken und Repräsentation von Frauen in der Geschichtsschreibung und Erinnerungspolitik Mosambiks, wie anderen ehemaligen portugiesischen Kolonien.
Trotz der politischen Veränderungen in Mosambik seit 1992 und dem nun möglichen Erinnern an Simeão erfolgte keine Rehabilitierung oder Entschuldigung seitens der FRELIMO. Noch 2005 rechtfertigte Marcelino dos Santos, langjähriges hohes Führungsmitglied der FRELIMO, in einem Fernsehinterview die Hinrichtung Simeãos aufgrund ihres Verrats und Kollaboration mit der Kolonialmacht als einen Akt von der FRELIMO ausgeführten „Volksgerichtsbarkeit“.

## Bibliographie

### Journalistische Artikel
- José Amaro: Entrevista com Joana Semião. In: Seara Nova. Nr. 1542. Lissabon April 1974, S. 12–16 (portugiesisch, ric.slhi.pt).
- Filipe Vieira: Fala Jorge Abreu. O único dirigente branco do G.U.M.O. In: O Século Ilustrado. Lissabon 18. Mai 1974, S. 19–21 (portugiesisch, wordpress.com).

### Archivakten
- Carta para Director da Delegação de Moçambique da PIDE/DGS. (PDF) [Archivakte der PIDE/DGS mit Personen über Joana Simeão mit politischen, psychologischen und biografischen Ausführungen]. In: JSTOR. Direcção-Geral de Arquivos, Arquivo Nacional da Torre do Tombo, 2. Juni 1971, abgerufen am 31. März 2023 (portugiesisch).

### Wissenschaftliche Beiträge
- Maria Paula Meneses: Autodeterminação em Moçambique: Joana Semião, entre a história oficial e as memórias de luta. In: Inocência Mata (Hrsg.): Discursos memorialistas africanos e a construção da história. Edições Colibri / Universidade de Macau, Macau 2017, ISBN 978-989-689-733-8, S. 49–78 (portugiesisch, estudogeral.uc.pt).
- Fernando Amado Couto: Moçambique 1974: O fim do Império. 1. Auflage. Editorial Caminho, Alfragide 2011, ISBN 978-972-21-2401-0 (portugiesisch, https://macua.blogs.com/files/mocambique1974.pdf Ausschnittsweise als pdf).
- Dulce Maria Passades Pereira: Joana Semião, homo Œconomicus e homo politicus: urdindo uma epistemologia “tolerante” moçambicana. In: Joana Semião, homo Œconomicus e homo politicus: urdindo uma epistemologia “tolerante” moçambicana (Hrsg.): Ex Aequo. Nr. 43. Associação Portuguesa de Estudos sobre as Mulheres, 2021, S. 165–181 (portugiesisch, estudogeral.uc.pt).
- Francisco Carlos Guerra de Mendonça Júnior: A Mulher Heroína em combate ao patriarcado em Moçambique. In: Revista Estudos Feministas. Band 29, Nr. 2, 2021 (portugiesisch, scielo.br [abgerufen am 11. März 2023]).